# Юнкер, Вольфганг
Во́льфганг Ю́нкер (нем. Wolfgang Junker; 23 февраля 1929, Кведлинбург — 9 апреля 1990, Берлин) — министр строительства ГДР.

## Биография
Вольфганг Юнкер в 1939—1945 годах состоял в юнгфольке и гитлерюгенде. По окончании средней школы в 1945 году выучился на каменщика и до 1949 года работал по профессии в Кведлинбурге.
В 1949 году вступил в Социалистическую единую партию Германии и до 1952 года обучался в Высшей инженерно-строительной школе в Остервике. В 1952—1953 годах работал начальником участка на строительстве Шталин-аллее в Берлине. Позднее работал на различных народных предприятиях. В 1961—1963 годах являлся заместителем, а в 1963—1989 годах — министром строительства ГДР.
С 1967 года Юнкер являлся кандидатом в члены, а с 1971 года — членом ЦК СЕПГ. В 1976—1989 годах являлся также депутатом Народной палаты ГДР. В 1972—1989 годах являлся председателем делегации ГДР, а с 1973 года — председателем постоянной комиссии СЭВ по сотрудничеству в области строительства.
В октябре 1979 года Юнкер стал первым официальным членом правительства ГДР, посетившим ФРГ, где вёл переговоры с федеральным министром строительства Дитером Хааком и государственным министром Ганс-Юргеном Вишневски.
В ноябре 1989 года подал в отставку вместе с правительством Вилли Штофа. В январе-феврале 1990 года находился в следственном заключении по подозрению в злоупотреблениях служебным положением. 9 апреля 1990 года совершил самоубийство.

## Труды
- Neues ökonomisches System im Bauwesen und Durchführung der Investitionspolitik. Berlin 1965
- Das Wohnungsbauprogramm der DDR für die Jahre 1976-90. Berlin 1973
- Aktuelle Entwicklungsprobleme des Bauwesens in der DDR. Berlin 1976